# Guillaume (évêque de Sion)
Pour les articles homonymes, voir Guillaume.
Guillaume (Willielme), mort vraisemblablement vers le 9 juillet 1196, est  abbé de Saint-Maurice-d'Agaune, puis un évêque de Sion, en Valais, de la fin du XIIe siècle, sous le nom Guillaume Ier.

## Biographie
Les origines de Guillaume ne sont pas connues. Certains auteurs ont voulu le rapprocher de la famille d'Ecublens.
Il est mentionné à partir de 1142.
Il semble avoir été chanoine des abbayes d'Abondance (Chablais), puis de Saint-Maurice d'Agaune (Valais). Il est mentionné comme abbé de cette dernière, le 14 mars 1179, sous le nom Guillaume I,. La fin de son abbatiat ne semble pas précisément connue, 1181 ou 1184. Certains auteurs ont voulu l'associer à son successeur Guillaume II, tandis que d'autres ont voulu de faire des deux abbés un seul, mais distinct de l'évêque.
La liste épiscopale, publiée par le Dictionnaire historique de la Suisse (2012), le mentionne entre 1184 à 1196, sous le nom Guillaume I (Gallia christiana). Dupont Lachenal (1932, 1944) indiquait qu'il aurait été promu sur le siège épiscopal entre le 22 juin 1181 et 25 juillet 1185,.
Guillaume meurt vraisemblablement vers le 9 juillet 1196.